# Die Mauer (Roman)
Die Mauer ist ein Roman des deutschen Schriftstellers Max Annas aus dem Jahr 2016. Er handelt in einer Gated Community in Südafrika, in der das Eindringen eines jungen Schwarzen eine Verfolgungsjagd auslöst, die in einer Gewaltspirale mündet. Der Roman gewann den Deutschen Krimi Preis 2017.

## Inhalt
Eigentlich hat Moses, ein schwarzer Student aus East London in Südafrika, ja nur Professor Brinsley beim Umzug helfen wollen. Doch als sein alter Wagen, den Kofferraum voll ausgemusterter Bücher, zwischen Abbotsford und Dorchester Heights liegenbleibt, kommt er auf die Idee, in der von einer hohen Mauer umgebenen Gated Community The Pines nach Hilfe zu suchen. Er schlüpft durch das Eingangstor, erinnert sich dann aber nicht mehr, wo sein Kommilitone, bei dem er einmal zu Besuch war, genau wohnt, oder wie er eigentlich heißt. So irrt er orientierungslos durch die Straßen voller gleichartiger Häuser und Vorgärten, gerät ins Visier von Überwachungskameras und zieht allein wegen seiner Hautfarbe den Verdacht der überwiegend weißen Bevölkerung der überwachten Kleinsiedlung auf sich. Als ihn zwei patrouillierende, Freude an der Gewalt ausstrahlende Wachleute stellen wollen, entscheidet er sich instinktiv zur Flucht und löst dadurch den Großeinsatz einer privaten Sicherungsfirma aus.
Damit kommt Moses zwei anderen Schwarzen ins Gehege, die sich tatsächlich mit zwielichtigen Absichten in die Siedlung eingeschlichen haben: Thembikosi und Nozipho, zwei Gelegenheitsdieben, die gerade in ein leerstehendes Haus eingedrungen sind. Dort machen sie nicht nur reiche Beute, sondern entdecken in einer Kühltruhe auch eine Leiche. Doch sie können das Haus nicht mehr verlassen, weil der Sicherheitsdienst ausgerechnet davor sein Hauptquartier bei der Jagd nach Moses aufschlägt. Dieser hetzt durch die Vorgärten der Siedlung. Längst hat er die Hoffnung auf Pannenhilfe aufgegeben und will die Gated Community nur noch verlassen, doch an ihrem Rand trifft er nur auf eine unüberwindliche Mauer und nach ihm suchende Trupps treiben ihn immer wieder vom Eingangstor weg. Mehrmals muss er sich körperlich gegen den Zugriff wehren. Schließlich dringt er in ein Haus ein und wird unfreiwillig Zeuge eines Sexualakts, was, als er entdeckt wird, auch noch dazu führt, dass ihm neben Körperverletzung versuchte Vergewaltigung unterstellt wird und die Jagd auf ihn weiter an Intensität zunimmt.
Inzwischen sind die Bewohner des Hauses, in dem sich Thembikosi und Nozipho versteckt halten, wieder nach Hause gekommen. Aus ihren belauschten Gesprächen erfahren die beiden Diebe, dass die Tote die Schwiegermutter eines der beiden Männer gewesen und die Diebesbeute ihr geraubt worden ist. Als ein Spürhund, der eigentlich nach Moses suchen soll, vor ihrem Haus anschlägt, fühlen sich die beiden Mörder ertappt und provozieren eine Schießerei mit der inzwischen eingeschalteten Polizei, der sie zum Opfer fallen. Derweil erschießt einer der beiden Wachleute an einem anderen Ort einen vor ihm davonrennenden Schwarzen aus keinem anderen Grund, als dass er Moses ähnlich gesehen hat. Als er sich daraufhin stolz brüstet, den „Kaffer“ umgelegt zu haben, entzündet sich an diesem Wort ein Pulverfass. Ein schwarzer Polizist hetzt seinen Spürhund auf den Wachmann. Ein weißer Sicherheitsmann erschießt den Hund und gibt damit das Signal, dass alle zu ihren Waffen greifen. Es ist nun keine Frage mehr, wer Polizist, Wach- oder Sicherheitsmann ist. Es geht nur noch um Schwarz gegen Weiß, und alle erschießen sich gegenseitig.
Nur Moses, Thembikosi und Nozipho entkommen dem Massaker. Moses wird von seiner Freundin Sandi abgeholt, die die Geistesgegenwart besitzt, einen alten Transporter als herbeigerufenen Rettungsdienstwagen auszugeben. Thembikosi und Nozipho verstecken sich in einem Müllwagen, der unbehelligt das Ausgangstor passiert. Allerdings haben sie ihren Koffer mit der Beute zurücklassen müssen. Den findet der alte Gärtner Meli, der den ganzen Tag von seiner Herrschaft Mrs. Viljoen für einen Hungerlohn schikaniert worden ist. Als er die brennende Siedlung verlässt, denkt er nur, dass es ein komischer Tag gewesen ist.

## Hintergrund
Max Annas lebte selbst wegen eines Forschungsauftrags zu südafrikanischem Jazz siebeneinhalb Jahre in Südafrika. Als ein Außenseiter und Beobachter der südafrikanischen Gesellschaft war er „fasziniert von der Brutalität, mit der Gegensätze wie arm und reich oder mit und ohne Bildung in dem Land in der Öffentlichkeit aufeinanderprallen.“ Die Gated Community ist für ihn typisch, wie im Land nach dem Ende der Apartheid der Zugang geregelt wird und gleichzeitig ein Widerspruch zu urbanem Leben. Sie sei auch eine „Einladung für ein Drama“. Im Roman kehre er ihre Funktion einfach um: die Mauer hält niemanden von außen fern, sondern jemanden von innen gefangen; sie „verhindert also die Lösung eines Problems, das gar nicht hätte erst entstehen dürfen.“
Die Gated Community The Pines im Roman ist ein fiktiver Ort. Sie hat ihren Ursprung allerdings im Viertel The Quigney in East London, einem weißen Arbeiterviertel, in dem Annas selbst lebte. Als er 2012 oder 2013 zwei befreundete Künstler, den Kameruner Guy Woueté und den Südafrikaner Khanyo Mjamba, durch das Viertel führte, wollte sich Ersterer ein Gebäude näher anschauen, wurde jedoch von dem Einheimischen mit der Warnung zurückgehalten: „Yeah, sure, you go inside and they shoot at you immediately.“ Dieses Gespür eines Schwarzen für die Gefahren, die ihm allein wegen seiner Hautfarbe drohen, war für Annas „der Schlüsselmoment, der sich mir eingebrannt hat.“
Zusammen mit Annas’ Romanerstling Die Farm und einem noch unveröffentlichten Roman namens Die Stadt bildet Die Mauer eine Trilogie des Chaos. Die Romane der Trilogie sind nicht durch Figuren verbunden, sondern durch die Einheit von Zeit und Raum und spielen jeweils an einem Tag oder in einer Nacht. Dabei drehen sie sich um die drei Motive Besitz (Die Farm), Rasse (Die Mauer) und sexuelle Gewalt (Die Stadt).

## Rezeption
Die Mauer erreichte Platz drei in der Jahreswertung der Krimibestenliste 2016 und wurde auf Platz eins in der Kategorie National des Deutschen Krimi Preises 2017 gewählt. Jurymitglied Ulrich Noller zeigte sich beeindruckt von Annas’ Fähigkeit, „schlaue Plots in konzentrierte, schlanke, fesselnde Thriller zu packen“. Die Gesellschaft Südafrikas verdichtet er an einem Ort und spielt ihre Konflikte „in einer Modell-Anordnung wie auf einer Bühne“ durch. Einen besonderen Reiz verleihe der Geschichte die Einbindung der urbanen Architektur.
Laut Karin Schimke baut Annas aus einer Mauer, einigen Eindringlingen, einem „soziopolitische[m] Milieu wie eine Zündschnur“ und aufgeblasenen Egos „eine explosive Situation“ auf. Alles läuft „auf eine schießwütige Auflösung hinaus“, die so absurd wie komisch ist und „an ein Blutbad in einem Tarantino-Film“ erinnert. Für Elmar Krekeler ist Die Mauer „der schlackenloseste Thriller, der zur Zeit zu haben ist. Schnell, hart und gefährlich. Ein Gepard in Buchform.“ In 115 kurzen Kapiteln rast man auf einen „regelrechten Shootout“ zu. Dabei erzählt Annas laut Christiane Müller-Lobeck „in knappen, atemlosen Sätzen und rasanten Perspektivwechseln in Echtzeit, auf 220 knackigen Seiten.“ Hannes Hintermeier fühlt sich zwar vom „Dauersprint ermüdet“, doch „Annas’ multiperspektivische Figurenregie führt von einem Alleingang zu einer vollen Bühne – und zu einem sehr spaßigen Abgang.“
Sylvia Staude beschreibt den Roman als „hinreißend elegant konstruiert und leichtfüßig, aber nicht leichtgewichtig“, dazu „lakonisch erzählt“ und „ein bisschen sarkastisch“. Und obwohl er nicht mit erhobenem Zeigefinger behandelt werde, sei der Rassismus durchgängig das Thema. Für Thomas Wörtche ist es ein „brillanter, actionreicher Krimi auf der Höhe der Zeit.“ Die Mauer sei nicht nur ein Sinnbild für Südafrika, sondern auch für Schlagworte wie „Festung Europa“ oder Donald Trumps Mauer an der Grenze zwischen den Vereinigten Staaten und Mexiko. Es geht „um drinnen und draußen, um Inklusion und Exklusion, um die Verheerungen des Rassismus, die nur Verlierer kennt, um hysterische, letztendlich unkontrollierbare Gewalt als angebliche Ultima Ratio von Angst und Misstrauen gegenüber den jeweils ‚Anderen‘.“

## Ausgaben
- Max Annas: Die Mauer. Rowohlt, Reinbek bei Hamburg 2016, ISBN 978-3-499-27163-2.